# Akira Narahashi
Akira Narahashi (Prefectura de Chiba, Japó, 26 de novembre de 1971) és un exfutbolista japonès.

## Selecció japonesa
Akira Narahashi va disputar 38 partits amb la selecció japonesa.